# Longitolj
Longitolj (njemački: Langental, mađarski: Langató) je naselje u austrijskoj saveznoj državi Gradišću. Upravno pripada općini Velikom Borištofu koja se nalazi u kotaru Gornjoj Pulji. Dvojezično je naselje, a veliki udio u stanovništvu imaju Hrvati.

## Stanovništvo
Longitolj prema registarskom brojanju od 31. listopada 2011. ima 93 stanovnika.

## Kulturna baština
Župa Longitolj je filijala šuševskoj župi. U Longitolju je mala crkva Blažene Djevice Marije sagrađena 1868. godine te Marijinska Kapela iz 1985.

## Vanjske poveznice
- Fara Šuševo  Arhivirana inačica izvorne stranice od 17. veljače 2016. (Wayback Machine)